# Кастельнуово-ди-Валь-ди-Чечина
Кастельнуово-ди-Валь-ди-Чечина (итал. Castelnuovo di Val di Cecina) — коммуна в Италии, располагается в области Тоскана, в провинции Пиза.
Население составляет 2387 человек (2008 г.), плотность населения составляет 27 чел./км². Коммуна занимает площадь 88 км². Почтовый индекс — 56041. Телефонный код — 0588.
Покровителем коммуны почитается Христос-Спаситель, празднование 9 ноября.

## Демография
Динамика населения:

## Администрация коммуны
- Официальный сайт: http://www.comunecastelnuovovdc.it/